# Jonas Vingegaard
Jonas Vingegaard   (Hillerslev, 10 de desembre de 1996), és un ciclista danès professional des del 2016 que, actualment, corre al Team Visma-Lease a Bike. L'estiu de 2022 va aconseguir la seva victòria més important: la classificació general del Tour de França, un fet que va repetir l'estiu del 2023.

## Trajectòria
Vingegaard va començar la seva carrera esportiva el maig de 2016 a l'equip continental danès ColoQuick. En la seva primera temporada, va aconseguir una segona posició a la Volta a la Xina I, una cursa de categoria UCI 2.1. El 2018 encara era amateur i compaginava el ciclisme amb la feina en una fàbrica de processament de peix.
El 2019 va fitxar pel Team Jumbo Visma i va aconseguir la seva primera victòria en la categoria UCI WorldTour, la sisena etapa del Tour de Polònia. La temporada següent va debutar en una de les tres Grans Voltes, fent de gregari de Primož Roglič a la Volta a Espanya.
El 2021 començà a despuntar. Va imposar-se a la cinquena etapa de l'UAE Tour i a dues etapes de la Setmana Internacional de Coppi i Bartali, on també va aconseguir la victòria a la classificació general. A més, va quedar segon de la Volta al País Basc, darrere del seu company Primož Roglič. Però el que el va catapultar fou la segona posició al Tour de França, competició on partia de gregari de Roglič; però en la qual va haver d'assumir el lideratge del seu equip quan l'eslovè va patir una caiguda i es va haver de retirar.
L'inici de la temporada 2022 fou modest, amb tot just una victòria a la Drôme Classic i una etapa al Criterium de a Dauphiné, prova on va quedar segon de la general. Això no va privar-lo d'esclatar definitivament durant el Tour de França, competició que va guanyar amb més de tres minuts de marge sobre el segon classificat, el bicampió Tadej Pogačar. A més del triomf final, també va aconseguir dues victòries d'etapa. La primera, a l'onzena etapa, li va permetre vestir per primer cop el mallot groc de líder de la prova, classificació que va refermar amb una altra victòria a la divuitena etapa, que, a més, li va reportar ser el guanyador del premi de la muntanya.
Vingegaard també va començar el 2023 molt fort, imposant-se a les 3 etapes disputades de l'O Gran Camiño, la general i la classificació de la muntanya. Posteriorment, va disputar la París-Niça, on va quedar tercer a la general i va guanyar una contrarellotge per equips; i l'Itzulia, on es va imposar a la general, a la classificació de la regularitat i a tres etapes, abans de fer una aturada en la competició per a preparar el Tour de França. Quan va tornar a competir, a principis de juny, es va imposar amb molta superioritat a la Dauphiné, on també va aconseguir dues etapes. Ja al Tour de França, va vestir el mallot groc des de la sisena etapa i es va imposar en la contrarellotge individual, traient més d'un minut i mig a Tadej Pogačar, el segon classificat. L'endemà, va tornar a fer una exhibició en l'etapa reina i va consolidar la seva victòria, aconseguint una diferència de més de set minuts sobre Pogačar a la general.

## Palmarès
- 2018
  - Vencedor d'una etapa al Giro de la Vall d'Aosta
- 2019
  - Vencedor d'una etapa a la Volta a Polònia
- 2021
  - 1r a la Setmana Internacional de Coppi i Bartali i vencedor de 2 etapes
  - Vencedor d'una etapa a l'UAE Tour
- 2022
  - 1r a La Drôme Classic
  - Vencedor d'una etapa al Critèrium del Dauphiné
  -  1r al Tour de França. Vencedor de dues etapes i del premi de la muntanya 
  - Vencedor de 2 etapes al Tour de Croàcia
- 2023
  - 1r a l'O Gran Camiño i vencedor de 3 etapes
  - 1r a la Volta al País Basc i vencedor de 3 etapes
  - 1r al Critèrium del Dauphiné i vencedor de 2 etapes
  -  1r al Tour de França i vencedor d'una etapa
  - Vencedor de 2 etapes a la Volta a Espanya
- 2024
  - 1r a l'O Gran Camiño i vencedor de 3 etapes
  - 1r a la Tirrena-Adriàtica i vencedor de 2 etapes
  - Vencedor d'una etapa al Tour de França de 2024
  - 1r a la Volta a Polònia
- 2025
  - 1r a la  Volta a l'Algarve i vencedor d'una etapa

### Posició a la classificació general a les grans voltes
| Cursa | Cursa           | 2020 | 2021 | 2022 | 2023 | 2024 | 2025 |  |
| ----- | --------------- | ---- | ---- | ---- | ---- | ---- | ---- |  |
|       | Giro d'Itàlia   | —    | —    | —    | —    | —    | —    |  |
|       | Tour de França  | —    | 2n   | 1r   | 1r   | 2n   | 2n   |  |
|       | Volta a Espanya | 46è  | —    | —    | 2n   | —    |      |  |

### Resultats al Tour de França
- 2021. 2n de la classificació general
- 2022.  Campió. Dues victòries d'etapa i campió del premi de la muntanya .
  - Vesteix el  des de l'etapa 11
  - Vesteix el  des de l'etapa 18
- 2023. Campió. Una victòria d'etapa.
  - Vesteix el  des de l'etapa 6
  - Vesteix el  l'etapa 14.
- 2024. 2n de la classificació general. Una victòria d'etapa.
- 2025. 2n de la classificació general.

### Resultats a la Volta a Espanya
- 2020. 46è de la classificació general
- 2023. 2n de la classificació general. Vencedor de 2 etapes